# Peaks, Valleys, Honky Tonks and Alleys
Albums de Michael Martin Murphey
Lone Wolf Hard Country
Peaks, Valleys, Honky Tonks and Alleys est le huitième album de l'auteur-compositeur-interprète américain de country et musique western, Michael Martin Murphey. Il sort en 1979 chez Epic Records.

## Liste des pistes
Sauf mention contraire, les pistes sont composées par Michael Martin Murphey.
| 1.    | Cosmic Cowboy / Cosmic Breakdown                                                                                  | 6:08 |
| 2.    | Another Cheap Western / Western Movies (Composé par Michael Martin Murphey, Cliff Goldsmith et Fred Sledge Smith) | 4:08 |
| 3.    | Years Behind Bars                                                                                                 | 3:11 |
| 4.    | Backslider's Wine                                                                                                 | 3:25 |
| 5.    | Geronimo's Cadillac (Composé par Michael Martin Murphey et Charles John Quarto)                                   | 6:47 |
| 6.    | South Coast | 4:05 |
| 7.    | Chain Gang | 3:57 |
| 8.    | Once a Drifter | 4:41 |
| 9.    | Texas Morning (Composé par Michael Martin Murphey et Boomer Castleman)                                            | 4:12 |
| 10.   | Lightning | 4:31 |
| 45:05 | |      |